# میرچئا دراک
میرچئا دراک (رومانیایی: Mircea Druc؛ ‏ تلفظ رومانیایی: [ˈmirt͡ʃe̯a]؛ زادهٔ ۲۵ ژوئیهٔ ۱۹۴۱) سیاستمدار اهل مولداوی و رومانی است.